# Voinîliv
Voinîliv (în ucraineană Войнилів) este o așezare de tip urban din raionul Kaluș, regiunea Ivano-Frankivsk, Ucraina. În afara localității principale, mai cuprinde și satele Dovpotiv, Dubovîțea și Serednea.

## Demografie
Componența lingvistică a așezării de tip urban Voinîliv
     Ucraineană (99,56%)
     Alte limbi (0,41%)
Conform recensământului din 2001, majoritatea populației așezării de tip urban Voinîliv era vorbitoare de ucraineană (99,56%), existând în minoritate și vorbitori de alte limbi.